# Municipio de Munch
El municipio de Munch (en inglés: Munch Township) es un municipio ubicado en el condado de Pine en el estado estadounidense de Minnesota. En el año 2010 tenía una población de 302 habitantes y una densidad poblacional de 3,24 personas por km².

## Geografía
El municipio de Munch se encuentra ubicado en las coordenadas 45°57′15″N 92°50′56″O / 45.95417, -92.84889. Según la Oficina del Censo de los Estados Unidos, el municipio tiene una superficie total de 93.33 km², de la cual 92,11 km² corresponden a tierra firme y (1,3 %) 1,21 km² es agua.

## Demografía
Según el censo de 2010, había 302 personas residiendo en el municipio de Munch. La densidad de población era de 3,24 hab./km². De los 302 habitantes, el municipio de Munch estaba compuesto por el 92,72 % blancos, el 1,32 % eran afroamericanos, el 2,32 % eran amerindios, el 0,66 % eran asiáticos, el 1,66 % eran de otras razas y el 1,32 % eran de una mezcla de razas. Del total de la población el 2,65 % eran hispanos o latinos de cualquier raza.